# Eutelsat 5 West B
Eutelsat 5 West B est un satellite de télécommunications appartenant à l'opérateur Eutelsat. Situé à 5° ouest, il est destiné à diffuser des chaînes de télévision, des radios ainsi que d'autres données numériques. Il est développé pour le compte de l'opérateur Eutelsat. Après son lancement le 9 octobre 2019, il était prévu qu'il entre en service opérationnel fin 2019 après un à deux mois de tests. Ce satellite doit remplacer Eutelsat 5 West A qui est arrivé en fin de vie.

## Historique
En octobre 2016, Eutelsat a annoncé la construction d'Eutelsat 5 West B qui sera chargé de remplacer Eutelsat 5 West A lancé en 2002. Le lancement du nouveau satellite Eutelsat 5 West B était prévu au dernier trimestre 2018,, par une fusée Proton-M/Briz-M depuis Baïkonour mais Eutelsat a annoncé pendant l'été 2018 que le lancement est repoussé au premier trimestre 2019 et ce satellite sera opérationnel un à deux mois après lancement. Le lancement était prévu en mars 2019 depuis Baïkonour après le lancement du satellite Yamal 601 mais fin 2018, la date de lancement est repoussée de nouveau au deuxième trimestre 2019 (mi-mai 2019 ou plus tard) à cause des délais nécessaires pour faire des tests pour l'adaptateur de la charge utile. Mi-mai 2019, le lancement du satellite est de nouveau repoussé à l'été 2019 ou au troisième trimestre 2019. À la mi-juillet 2019, le lancement est replanifié pour la période du 20 au 22 septembre 2019. Fin septembre, le lancement est de nouveau repoussé en raison d'un problème rencontré lors des essais électriques du lanceur intégré. Le satellite est finalement lancé le 9 octobre 2019 depuis Baïkonour, en même temps que le remorqueur spatial MEV-1. 15 heures et 36 minutes après son lancement, le satellite s'est séparé du module de mise en orbite. Puis une vérification des systèmes du satellite a été effectué quatre heures plus tard. Le lancement de ce satellite a été commercialisé par la société International Launch Services (ILS) dont le carnet de commande est désormais vide après ce lancement à cause de la concurrence forte avec Arianespace et SpaceX.
Eutelsat 5 West B va reprendre le rôle assuré successivement par les satellites Telecom 1 et Telecom 2 (opérationnels entre 1983 et 2002), puis Eutelsat 5 West A (ex-Atlantic Bird 3 de 2002 à 2012) (opérationnel entre 2002 et 2020), sur la position historique française, 5° de longitude Ouest.
Le 24 octobre 2019, la société Eutelsat a annoncé qu'elle a lancé une enquête à la suite d'un incident sur un des deux panneaux solaires du satellite. Cette enquête vise à évaluer l’impact potentiel sur la performance du satellite. Les panneaux solaires servent à alimenter en énergie électrique les répéteurs du satellite chargés de la diffusion des chaînes TV et radio et à charger les batteries pour le faire fonctionner lors de son passage dans la zone « nuit », lorsque le satellite passe derrière la Terre et n’est plus éclairé par le Soleil. Pour information, au printemps 2004, son prédécesseur le satellite Eutelsat 5 West A (ex Atlantic Bird 3) avait perdu 6 éléments de batterie sur un total de 108, ce qui a réduit ses performances.
Le 17 janvier 2020, Eutelsat indique que la perte confirmée du panneau solaire réduit ses performances à 45 % de ce qui était prévu. Il devrait néanmoins être mis en service à la fin de janvier 2020 et réussir à fonctionner aussi longtemps que prévu initialement,.
La perte du panneau solaire Sud est due à une défaillance du moteur de positionnement de ce panneau solaire qui empêche de l'orienter correctement vers le Soleil. Eutelsat n'a pas communiqué le nom du fabricant du moteur défaillant.
Dans la nuit du 20 au 21 janvier, le satellite a été mis en service par le transfert des chaines de télévision du bouquet Fransat d'Eutelsat 5 West A à Eutelsat 5 West B le 21 janvier 2020. D'autres chaines TV et radio gratuites complémentaires sont transférées le 6 février,. Ce transfert, sur le faisceau transalpin (Italie - France) au lieu du faisceau Europe qui n'est plus disponible pour cause de puissance électrique non suffisante, entraîne la non réception du bouquet Fransat dans l'ouest de l'Espagne, au Portugal et dans l'est de l'Europe par les camping-caristes français,.
Un calendrier sera prochainement annoncé pour transférer les derniers répéteurs sur le nouveau satellite.
Le 14 février 2020, Eutelsat annonce que la charge utile GEO-3 fournissant le service européen de navigation par recouvrement géostationnaire (EGNOS) sur le satellite a été mise en service. Cette charge permet d'améliorer la précision de la localisation par les récepteurs de signaux GPS qui sont équipés de cette fonctionnalité,,.

## Caractéristiques techniques

### Caractéristiques techniques initiales au lancement
Le nouveau satellite Eutelsat 5 West B a respectivement 35 répéteurs en Bande Ku (bande passante de 36 MHz par répéteur) sur 3 faisceaux ciblés et pèse environ 3 tonnes au lancement, au lieu des 45 répéteurs en bande Ku et C sur 4 faisceaux ciblés et des 4 tonnes d'Eutelsat 5 West A. Les 4 faisceaux ciblés de l'ancien satellite Eutelsat 5 West A: large en bande KU (Europe-Afrique du Nord-Moyen-Orient), super en bande KU (Europe de l'Ouest et centrale, Scandinavie, Maghreb), orientable en bande KU (Algérie - Afrique du Nord) et bande C (Est Amérique du Nord, Caraïbes, Nord Amérique du Sud, Afrique, Europe, Moyen-Orient) sont remplacés par 3 faisceaux en bande KU sur le nouveau satellite : Transalpin (Trasalpine) (TA) (France - Italie), Europe (Europe de l'Ouest et centrale) et Algérie (Algeria) (Algérie - Afrique du Nord). Il était censé avoir une puissance électrique de 5 kW. La plateforme technique est une américaine en:GEOStar-2e et non une française Spacebus (3000 B3) comme sur le satellite Eutelsat 5 West A. Les données techniques de Northrop Grumman Innovation Systems (ex-Orbital ATK) indiquent que le satellite pèse 2 740 kg au lancement avec ses 2 ailes de 4 panneaux solaires avec des cellules photovoltaïques UTJ (Ultra Triple Junction) pour alimenter des batteries Lithium-ion. Airbus Defence and Space a fourni la charge utile constitué des 2 grandes antennes paraboliques  de 2,6 m de diamètre et des 35 répéteurs en bande Ku. Ce satellite fournit aussi, via 2 transpondeurs en Bande L, le service européen de navigation par recouvrement géostationnaire nommé EGNOS GEO-3 qui servira à améliorer la robustesse des signaux et la précision des positions des récepteurs utilisant les services du Système de positionnement par satellites des réseaux de satellites américains GPS et européens Galileo,,.

### Caractéristiques techniques après la mise en orbite et lors de sa mise en service
Le 17 janvier 2020, Eutelsat a confirmé, par communiqué de presse, que la panneau solaire Sud du satellite était définitivement perdu. Cette perte du panneau entraine la perte d'environ 45% de la puissance électrique totale du satellite. La puissance disponible désormais pour la diffusion est de 2250W au lieu de 5000W. En conséquence de la perte de puissance, le faisceau Europe (Europe de l'Ouest et centrale) ne sera plus disponible et n'apparait plus sur le site Eutelsat. Il ne reste plus que les 2 faisceaux : Transalpin (Trasalpine) (TA) (France - Italie) et Algérie (Algeria) (Algérie - Afrique du Nord).
Le satellite était prévu pour un fonctionnement avec 35 répéteurs en Bande Ku (bande passante de 36 MHz par répéteur) sur 3 faisceaux ciblés. Or au 30 janvier 2020, il y a 17 répéteurs actifs qui sont tous sur le faisceau Transalpin (Trasalpine) (TA) (France - Italie). Ces répéteurs diffusent pour l'alimentation des relais TV italiens pour les chaines de la RAI et des groupes MediaSet et Persidera Network, le bouquet FRANSAT pour les chaines TV françaises de la TNT, les stations de radio françaises, l'alimentation des relais TV français pour les chaines de la TNT française. Au 28 janvier 2020, le bouquet Bis TV, certaines chaines TV dont les France 3 régionales, les stations de radios RCF, France Bleu, celles du groupe Radio France (France Inter, etc.) et d'autres stations radios commerciales n'ont pas encore été migré vers le nouveau satellite. Cette opération est prévue le 6 février 2020,.
Le 4 février 2020, à la suite des problèmes de capacité du nouveau satellite, Fransat annonce qu'il est contraint d’abandonner, dès le 6 février 2020, la commercialisation de ses offres optionnelles : Sport (BeIn Sports), Cinéma (OCS), Musique (Melody) et Jeunesse (Canal J, TiJi, Boing, Boomerang et Toonami). Il n'est donc plus possible de s'y abonner depuis cette date. Les personnes déjà abonnés à ces options pourront suivre leurs programmes jusqu'au 31/05/2020 (date de fin de diffusion des chaînes sur le satellite). Au 1er juin 2020, seules les options RMC Sport (SFR) et Bis Télévisions (Mediawan Thematics) seront disponibles sur Fransat.

## Changements par rapport au précédent satellite Eutelsat 5 West A

### Suppression de la diffusion en bande C
Eutelsat annonce que le nouveau satellite ne fournira plus de services de diffusion de chaines radio et TV en bande C (3,6 à 4,1Ghz) qui sont destinés principalement à l'Afrique subsaharienne. Le service de diffusion des chaines existantes sera assurée dans le futur grâce aux ressources en bande C disponibles sur la flotte des autres satellites d'Eutelsat (comme Eutelsat 8 West B qui émet en bande C pour la radio RFI).

### Réduction sur la puissance et sur le matériel utilisé
De plus afin de réduire les coûts, Eutelsat annonce que des économies seront réalisées sur la puissance et le matériel utilisé sur Eutelsat 5 West B par rapport à Eutelsat 5 West A. Une des manières de réduire la puissance utilisée par un satellite pour faire de la diffusion est d'utiliser les normes DVB-S2 (créée en 2005) ou DVB-S2X (créée en 2014) (voir modulation en DVB-S2 et performances en DVB-S2) et que toutes les diffusions à la norme DVB-S (créé en 1995) ne soient plus disponibles. Ce changement de norme nécessite le changement des récepteurs satellite chez les particuliers comme lors du passage de toutes les chaines du bouquet Fransat à la TV HD début avril 2016 en France et l'abandon de la diffusion des chaines françaises à la norme DVB-S sur ce satellite au 2e semestre 2016. Des chaines de TV algériennes, radios françaises et algériennes sont toujours diffusées en DVB-S en janvier 2017 sur Eutelsat 5 West A. La norme DVB-S2X est déjà utilisée pour la diffusion des chaines françaises TF1, NT1 et TMC sur le satellite Eutelsat 33C depuis fin novembre 2016.

### Utilisation future de la vidéo en UHDTV pour les chaines de télévision
Eutelsat ne communique pas sur la diffusion de chaines en UHDTV1 sur ce nouveau satellite en 2019 mais le CSA envisageait en 2016 de permettre la création d'un multiplex de chaines françaises avec leur vidéo en UHDTV1 en 2018 sur la TNT à condition que les chaînes proposent un nombre suffisant de contenus UHDTV1. Fin 2018, le CSA a autorisé l'expérimentation d'un nouveau multiplex de trois chaînes UHD suivant les normes DVB-T2/HEVC/WCG/HDR (HDR10) afin de voir s'il est possible de le créer en l'état actuel du réseau TNT dans 3 villes en France. Cette expérimentation est nécessaire puisque 31 % des ventes de téléviseurs en France étaient des modèles UHD en 2017,. Au quatrième trimestre de 2018, presque les deux tiers (63%) des téléviseurs d’Europe occidentale ont été livrés avec une résolution UHD. Cette haute définition pour les chaines TV nécessitera le passage des récepteurs satellite actuels compatibles avec les normes DVB-S2/H.264/HD TV 1080p (TNT HD) vers de nouveaux récepteurs satellite compatibles avec les normes DVB-S2X/H.265/HEVC/UHDTV1. Des chaines en UHDTV1 sont déjà diffusées sur des satellites de la flotte Eutelsat. Au printemps 2019, sur les 7021 chaines TV diffusées par Eutelsat, 1599 chaines, soit 21,5 % du total, étaient en HD. Ce nombre est passé à 1605 en HD (23,3% du total) sur 6879 chaines diffusées par Eutelsat au 31 décembre 2019.

## Diffusions
Eutelsat annonce que le satellite est prévu pour faire de la diffusion de vidéos ou données numériques pour l'Europe et l'Afrique du Nord mais principalement sur les 3 principaux marchés qui sont sur les pays : France, Italie, Algérie. Ce satellite diffusera 350 chaines de télévision avec 35 répéteurs alors que son prédécesseur Eutelsat 5 West A diffuse 426 chaines de télévision mi-octobre 2019 mais avec 45 répéteurs . Sur ces 350 chaines TV, 300 seraient destinées à la diffusion sur le faisceau transalpin (Italie et France) afin d'alimenter différents relais terrestres pour la TNT (Télévision numérique terrestre), les chaines de radio ou le bouquet de chaines françaises par satellite Fransat. Parmi ces 300 chaines TV, 130 sont déjà en HD (Haute Définition). Le faisceau Europe est destiné à alimenter la TNT, la Télévision par satellite et des services de vidéos professionnels. Sur le faisceau pour l'Algérie, il est prévu la connexion internet par satellite VSAT pour les services publics et les sociétés privées. La documentation d'Eutelsat n'indique pas explicitement si le faisceau Algérie sera utilisé pour la diffusion de chaines TV ou radio.
De plus le satellite embarque une charge utile de transpondeurs EGNOS pour améliorer la précision de la mesure de récepteurs Galileo et GPS.

### Alimentation des différents relais terrestres
La position 5° Ouest est utilisée depuis 1983, pour alimenter les différents relais TV et FM en France.
Ce satellite alimentera certains relais TNT (France et Italie) et radios FM Françaises après basculement de la diffusion sur Eutelsat 5 West B. Ce satellite pourra également être utilisé lors de retransmissions en direct.

### Numérique à destination du public français
Les différentes offres proposant des bouquets de chaînes numériques seront :
- Fransat (chaines gratuites de la TNT) avait annoncé le 10 octobre 2019 l'utilisation de ce satellite lorsqu'il serait mis en service pour la diffusion des chaines de son bouquet[52],[25]. Le 21 janvier 2020, ce transfert a commencé. Le 6 février 2020, une nouvelle phase du transfert a eu lieu. Une dernière phase de transfert aura lieu à une date qui n'est pas encore déterminé[28].

Mi-2019, ce bouquet est reçu par 2 millions d’utilisateurs qui reçoivent Fransat (résidences principales, secondaires et mobiles comme les campings cars, en France et une partie de l'UE) depuis des paraboles dites de soixante (au moins  L60xH65 cm, G: 36.5 dBi @ 12.75 GHz) ou des antennes plates discrètes compactes de 52 cm de côté, G: 36.1 dBi) et FRANSAT PRO (résidences collectives) en France métropolitaine